# 僕といっしょ
『僕といっしょ』（ぼくといっしょ）は、古谷実による日本の漫画作品。『週刊ヤングマガジン』誌上にて1997年35号から1998年44号にかけて連載。

## 概要
家出をした中学生と小学生の兄弟の、東京での居候生活を描く。彼らの周囲を様々な境遇にある同年代の少年少女が取り巻き、「人生って何？」という問いに面白おかしく、時には情緒を込めて、のらりくらりと答えようとする。位置づけ的にはギャグ漫画であるが、家庭崩壊、家出、同性愛者、学歴、売春、自殺などのキーワードがギャグの中で、何気なく登場しては消えていく。
作品中に、前作『行け!稲中卓球部』のサンチェ、井沢、田中がゲスト登場している。
さらに本作の登場人物であるイトキンは次回作の『グリーンヒル』に妻子持ちとして登場する伊藤茂とおそらく同一人物である。

## 登場人物
先坂 すぐ夫（さきさか すぐお）
14歳。母が死亡したことをきっかけに、母の再婚相手である義父に見切りを付け、弟・いく夫とともに家出する。あてもなく（所持金20円で、いく夫は1050円）東京に出てきてしまうが、そこで同い年の孤児・イトキンに出会い、彼らは共同生活を始める。奇天烈なキャラクターで、「グローブに一度も手を通さず（全く守備をやらずに）プロ野球選手になる」ことを夢見ている。希望枠は「DH（指名打者）」。打撃の才能だけは多少だがある（プロが認めている）。発言から広島東洋カープのファンだと思われる。商店街の草野球の試合に代打で登板していつも甲子園にでているU高校の二年のピッチャーのエース宮下太郎からマグレながらもホームランを打った。小学生時代のトラウマによって軽い女性不信、いく夫に「女は魔物だ」と進言する。自称三つめの目イタイタイ病（先端恐怖症）。女子プロレスラーらしき人物に勝つほどの喧嘩の強さをもつ。敵を気絶させるツボを心得ている。あまりに的確で痛烈なことを言われると意識を宇宙に飛ばし現実逃避する癖がある。一応イトキンに比べれば真面目な性格。
先坂 いく夫（さきさか いくお）
小学三年生。すぐ夫の弟。兄とは違い、良識的な常識人。兄は「父代わりとなり全力でお前を守る！」と折に触れ宣言するが、言動が無茶苦茶なのでいく夫はあまり信用していない。とは言え、実際には兄のことが大好きである。純粋な小学生。同じクラスの保田みかこと恋人同士に一時期なるがすぐ夫の言った「女は魔物」という言葉が現実となってしまって破局して喧嘩中だったすぐ夫に泣いて謝った。
伊藤 茂（いとう しげる）
「たぶん」14歳。通称「イトキン」。捨て子であり、児童養護施設で育てられた孤児。施設を脱走し、窃盗などを働いてたくましく生きている。東京に出てきた先坂兄弟から金を騙し取ろうとしたことをきっかけに、彼らと共同生活をするようになる。髪型はラーメンマンのような辮髪。シンナー中毒で喫煙もする。辮髪を高速で回転させれば飛べると思っている。タトゥーを身体に彫っている、睡眠薬を飲まされ寝ているうちに彫られたといっている。まったくのカナヅチで目の前で溺れた子供さえ助けようとしない。喧嘩は弱いがすぐ夫の義父（空手の有段者）を殴り、流血させるがすぐさま反撃に合いボコボコにされる。
吉田 あや子（よしだ あやこ）
16歳の高校一年生。通学途中の電車内から、橋の下の「ヤングホームレス」たちを偶然発見する。その逞しい（？）生き様を見て、折から悩んでいた「人生って何？」という問いに対する答えが見つかるかもしれないという期待を抱いて彼らと接触する。その後、先坂兄弟とイトキンは彼女の家に居候するようになる。彼女も母を亡くしている。すぐ夫に「カピバラに似ている」と評され好みでは無いらしいが結構美少女。美乳。
進藤 カズキ（しんどう カズキ）
高校生。通称「カズ」。有名進学校に通っていたが、周囲の言いなりになっていた自分に嫌気が差し、家出したところで先坂兄弟とイトキンに出会い、橋の下で暮らし始め「ヤングホームレス」の一員となる。彼だけは吉田家ではなく近所の西沢書店に居候する。非常に美少年で性格も素直な好青年である。童貞だが非処女（アナルセックスの経験がある）。
吉田 ケンジ（よしだ ケンジ）
あや子の父。床屋を経営する。店を手伝うこと、ゆくゆくは店を継ぐことを条件に、先坂兄弟とイトキンを居候させてくれる。頭はハゲている。過去に後の妻になるマチ子（まち子とも表記される）とかけおちして店を持った。
客足が遠のいていること、あや子がお小遣いを貰わなくなったことなどを日記に綴っている。
小川 ユキ（おがわ ユキ）
あや子の同級生で幼馴染。吉田家の近所のそば屋の娘。女子高生でありながら、男子と対等に渡り合うほど野球が上手く、日本初の女性プロ野球選手を目指している。何故か、すぐ夫に惚れているようだ。兄がおりトレーナーとしてユキを支えているが、実は妹であるユキの身体を狙っていた危ない人物であった。
小川 タケル（おがわ タケル）
ユキの兄（小川家の他の家族と容姿が全く似ていないことから実兄でないことが作中で強く示唆されている）。21歳。実家の手伝い、ユキの野球の練習のサポートなどが重なって勉強の時間ができず現在3浪中。医者を目指していたが諦めた。ユキを溺愛しており、溺愛しすぎてついにはユキの身体を狙おうとしている危ない人物。ユキのいたる所に影で出没していて半ストーカーになりつつある。しかし、吉田あや子の入浴を覗いたり、少しは妹離れをしたいらしい。
永松
吉田あや子の友達。顔が少しブサイクなのが特徴。あや子に女子高生っぽくないことを伝える。
園田 あきひと（そのだ あきひと）
吉田家の隣の小学生。少し心を病んでおり、感情が表に出せず、顔の描かれていないぬいぐるみを肌身離さず持ち歩いている。あや子と風呂に一緒に入ってはあや子に甘えている。いく夫は同じ小学校の3年2組に通うことになる。学校内でいじめを受けている。銭湯の煙突に登って何かを呼んでいたことがある。
塚本 コウジ （つかもと コウジ）
吉田家の近所の浪人生。現在8浪目のため通称は「八浪（はちろう）」、「八郎」と表記されることがある。そのせいもあってか、かなり奇妙な「ギリギリ」の言動が目立ち、怒りが頂点に達すると「黙れ！この金色夜叉！」「黙れ！この八百やちょー！」など意味不明な言葉を発する。口癖は「人生ってなんだ！？」。顔はブサイクだがなぜかどことなく金城武に似ている。すぐ夫に「金城武に似ている」と言われた時に泣いてその場を逃げ出した。本人は金城武とストロング金剛を勘違いしていた模様。
西沢 清（にしざわ きよし）
ニューハーフ。いつもギターを持ち歩いている。本人曰くギターを持っているのにギターが弾けない。すぐ夫・イトキン・カズたちがホームレスに衣服や荷物を奪われてパンツと靴下だけにされた時、三人に衣服を与えてくれた（すぐ夫には自分の衣服とテンガロンハットをあげた）。かなりの面食いでカズを即食った。容姿が吉田あや子に似ている。以前はピッチャーをやっており球が早かった（手も早いとすぐ夫とイトキンから言われる）。
保田 みかこ（ほだ みかこ）
いく夫のクラスメイト。かわいい少女でのちにいく夫のことが好きになる。いく夫と恋人同士になるが、カズを見て一瞬でカズの事を好きになってしまい、すぐ夫がいった通り「女は魔物」と化す。
みかこの母
保田みかこの母。ショートカットで美人。彼女もまたカズを見て、みかこと一緒に魔物と化す。
宮下 太郎（みやした たろう）
西口商店街の床屋の長男。甲子園で常連のU高校のピッチャーのエース。来年の盆踊りの場所決めの為に嫌々吉田一家住む地域の商店街「オレンロン横丁」と草野球の試合に出る。腕前はエースだけであって凄い。だがユキはスリーベースヒット、すぐ夫にはホームランを打たれる。あや子に興味を抱いているが、あや子は完全シカト。
垣内 マリ
小学生の頃のすぐ夫を人間として接してくれる校内唯一の女子。小六の夏にすぐ夫に告白されるが、私立中学受験の勉強を理由に断る。しかし、その翌日に男前の同級生に告白され二つ返事でOKしたことで、すぐ夫は女でもグーで殴れるようになる。
村田 マリコ（むらた マリコ）
イトキンが川で釣りをしていた時、偶然シンナーの匂いにつれられて、そこへ行った場所にいた少女。外見は幼く見えるが吉田あや子と同い年のソバカスのある16歳。左手にリストカットの跡がある。ひょんなことからイトキンと彼女の家で同居することになる。高校は中退して、食っていくため仕事は5人と援助交際（そのうち2人はほぼノーギャラ）をして生活している。極度の束縛者で休みの日にはつねにイトキンとくっついている。「自由」と言う名の翼をもがれ、とうとうイトキンにも限界がきた結果、吉田家に帰りたいと口論したのちにイトキンの尻に包丁を刺した。そのあとも毎日イトキンが暮らしてる吉田家に張り込み、無言電話などストーキングするが、八浪の優しさで八浪について行き、イトキンへのストーカー行為は終わった（のちに八浪にも尻に包丁を刺している）。
五反田
シャチと喋れると自称する男。以前は水族館に勤めており、そこでシャチのニーナの声を聞き喧嘩になり辞める。本当に喋れるか確かめたところ右腕をニーナに噛まれる。
柿谷 ゆきと（かきたに ゆきと）
おっぱいに並々ならぬ情熱を持つ男、パイ夫と呼ばれる。3歳から38歳にあたる現在まで35年のおっぱい人生を持つ。あや子の乳を見たら死ねると豪語する。八浪も同じく死ねると言うが、死ぬきっかけが欲しいだけと否定する。あや子のおっぱいを見た後に死ぬことが怖くて失禁する。
まさと
イトキンと同じ施設の出身で彼女持ち（ミチコ）。来年から高校に行く予定。
竹内 新（たけうち しん）
イトキンと同じ施設の出身。モデル事務所にスカウトされタレントになり、テレビや雑誌に出ている。イトキンからは竹ボーと呼ばれていた。
OL（名前不詳）
すぐ夫とイトキンが吉田家から家を出た際、横浜でイトキンが偶然見つけた自殺をしようとしていた女性。8年間付き合っていた彼氏に捨てられ、それと同じ時期にペットの死がきっかけでビルから飛び降り自殺をしようとした矢先、すぐ夫とイトキンに理不尽な説得？をされて、自殺をやめた。ファミレスですぐ夫達と口論し、帰り際にすぐ夫達に2万円を与えた。
先坂兄弟の義父
先坂兄弟の母の再婚相手だが、義理の息子である兄弟に対しての愛情は皆無。非常に粗野で暴力的な人物。すぐ夫とイトキンといく夫で実家を追い出そうとするが失敗に終わる。ちなみに空手の黒帯持ち。
先坂兄弟の母
物語冒頭の3日前に亡くなる。すぐ夫から、あんなアバズレで全然働かなくてアホな男にばかりひっかかる、と言われる。いく夫は会いたいかと聞かれて分からないと答える。息子たちからの評判は良くない。
イトキンの母
イトキンに瓜二つな容姿をしており、彼の母であることが強く示唆されている女性。スーパーの店先でタバコを吸いながら焼き鳥を売っており、伊藤と書かれた名札を付けている。「伊藤茂」の名前を聞き、すぐ夫とあや子に商売道具を持たせて逃走する。手紙を残して仕事を辞めており、その手紙には女性器が描かれていた。すぐ夫から”アマゾネス”って感じと言われる。後日、真っ昼間から公園の茂みでホームレスと思しき男性と性行為をしていたところをすぐ夫と八浪に目撃される。

## 書籍情報

### 単行本
- 古谷実 『僕といっしょ』 講談社〈ヤンマガKC〉、全4巻
  1. 1998年1月7日初版発行（1998年1月5日発売）、ISBN 4-06-336714-2
  2. 1998年5月7日初版発行（1998年5月6日発売）、ISBN 4-06-336732-0
  3. 1998年8月6日初版発行（1998年8月4日発売）、ISBN 4-06-336752-5
  4. 1998年12月4日初版発行（1998年12月2日発売）、ISBN 4-06-336772-X

### 文庫本
- 古谷実 『僕といっしょ』 講談社〈講談社漫画文庫〉、全3巻
  1. 2012年6月12日発売、ISBN 978-4-06-370847-9
  2. 2012年7月12日発売、ISBN 978-4-06-370857-8
  3. 2012年8月12日発売、ISBN 978-4-06-370858-5